# Sant Joan d'Aurós
Sant Joan d'Aurós és una ermita romànica de l'antic poble d'Aurós, en el terme municipal de la Guingueta d'Àneu, a la comarca del Pallars Sobirà. Pertany al territori de l'antic terme d'Unarre. Està situada una mica apartada del poble, a menys de 100 metres, al sud-oest de l'església de Sant Pere.

## Descripció
Ermita de tres naus dividides en tres trams i capçalera rectangular a l'est, coberta amb volta de canó. A l'oest, als peus de la nau, s'obre la porta de mig punt formada per dues arquivoltes que descansen sobre una senzilla imposta. Remata el pinyó una espadanya d'un únic ull. El llosat de llicorella, molt simple, és a dues aigües i presenta diminutes llucanes.

## Història
El diccionari Nomenclàtor de pobles i poblats de Catalunya cita el lloc d'Aurós com a antiga residència de templers. Aquesta indicació no sembla confirmada per cap altra notícia, però el fet que en aquest lloc existeixin dues ermites, la romànica de Sant Pere i aquesta de Sant Joan i que no hi hagi cap nucli de població excepte el mas d'Aurós fa pensar en l'existència temps enrere d'una comunitat religiosa.
És una església que ha sofert moltes transformacions al llarg dels segles, però presenta aspectes molt interessants. Era un edifici de tres naus, de planta basilical, que havia estat capçada per tres absis semicirculars -el central més gran- desapareguts. Només se'n conserven part dels arcs d'enllaç amb la nau. Les naus estan unides per arcs formers, i el conjunt està cobert per una estructura única, de fusta, que no és l'original. La porta del temple s'obre a ponent. Damunt de la porta hi ha un senzill campanar d'espadanya d'una sola obertura.
Al darrer terç del segle xviii, el temple era encara considerat una església i no pas una ermita; tenia un administrador dels seus béns i contractava censals tant amb els veïns laics com amb sagristanies i altres comunitats eclesiàstiques del voltant.